# Bitwa pod Oszmianą (1812)
Bitwa pod Oszmianą – bitwa stoczona 30 czerwca 1812 roku pomiędzy siłami francusko-polskimi a rosyjskimi w pierwszych dniach napoleońskiego najazdu na Rosję.
Bitwa stoczona została rano 30 czerwca, wzięli w niej udział szaserzy z lekkiej jazdy francuskiej gen. Pajola z pomocą lansjerów z 9 pułku ułanów Księstwa Warszawskiego. Rosyjskie siły składały się z dragonów i huzarów. Polacy i Francuzi szarżą rozbili oddział Rosjan, biorąc do niewoli jeńców ze straży bocznej korpusu gen. Dochturowa, ale wobec obranej przez Rosjan strategii wciągnięcia przeciwnika w głąb terytorium i unikania dużych starć zwycięstwo polsko-francuskie nie miało większego znaczenia.